# Cerkev sv. Danijela, Zalog
Cerkev sv. Danijela je podružnična cerkev Župnije Postojna, prvotno pa je bila del slavinske pražupnije. Nahaja se na vzpetini južno od naselja Zalog, na severni strani avtoceste A1. Posvečena je svetemu Danielu, ki je zaščitnik planincev in rudarjev.      

## Zgodovina
Poznogotska cerkev je v pisnih virih prvič posredno omenjena leta 1489, dokumentirano je bila prezidana leta 1625, pod škofom Rinaldom Scarlichijem in župnikom Petrom Mulikom. Leta 1515 so Turki v njej zapirali poznejše janičarje, za časa Ilirskih provinc je služila kot skladišče streliva. Leta 1942 so v njej skrivali papir za Hajnovo partizansko tiskarno.

### Novejše obnove
Cerkev je bila po drugi svetovni vojni daljše obdobje v zelo slabem stanju, večkrat je bila oskrunjena in okradena. Na pobudo zagnanih domačinov in s pomočjo Občine Postojna so le-ti od leta 1987 izvedli več delovnih akcij za izboljšanje gradbenega stanja in videza cerkve ter okolice. Zaradi dotrajanosti so porušili prvotni leseni pevski kor ter ga nadomestili z novim. Pri tem so dosledno sledili originalni zasnovi in ornamentni poslikavi. Dotrajano strešno kritino so zamenjali z bobrovcem, obnovili podstavke oltarjev in kamnite plošče tlaka v ladji ter uredili drenažo, ki preprečuje vlažnost zidovja.

## Arhitektura
Gotsko arhitekturo sestavljajo na zahodni strani odprta vhodna lopa, pravokotna cerkvena ladja ter triosminsko zaključen prezbiterij na vzhodni strani.
Cerkvico obdaja ometan zid, z dvema vhodoma na obeh straneh lope. V ladjo vodi kamnit polkrožen, paličasto-žlebasto profiliran portal. Nad vhodno steno je postavljen nižji kamnit zvonik na preslico.
V severni ladijski steni je vzidan kamnit, rahlo zašiljen okenski okvir, z vklesano letnico 1622. Prezbiterij obteka kamnit pristrešen talni zidec, na obeh straneh sta postavljena kamnita polkrožna, lijakasto vrezana okenska okvirja.
Ladja je nadkrita z ravnim stropom, okrašenim s štukiranim okvirjem, ostenje pa zaključuje venčni zidec. V za stopnico  višji prezbiterij vodi pilastrski slavolok. Rustikalna stebra z okroglimi sklepniki sta razporejena v kitasti shemi. Prezbiterij je grajen v gotski tradiciji in je rebrasto obokan.

## Notranja oprema
Poznobaročni glavni oltar sv. Danijela, stebrnega tipa, je bil izdelan konec 18. stoletja, najverjetneje v rezbarski delavnici notranjskega mojstra Martina Mikšeta. Po napisu na hrbtni strani, je bil blagoslovljen leta 1811. V prestolu stoji kip sv. Danijela, v volutni atiki je relief s Kristusovim monogramom, na menzi stoji lesen tabernakelj. Na straneh oltarja sta obhodna loka, na katerih sta postavljena kipa angelov.
Stranska oltarja stebrnega tipa, ki stojita ob slavoloku, sta bila izdelana v poznobaročni tradiciji na začetku 19. stoletja. V njunih nišah stojita novejša kipa sv. Jožefa z Jezusom in Device Marije, z reliefnima monogramoma v atikah. Nova sta daritveni oltar in ambon, oba iz lesa.

### Zvonovi
Ohranil se je stari zvon, na katerem je letnica 1383. Drugega, z letnico 1692, so iz preslice zvonika med prvo svetovno vojno leta 1917 v razrez odpeljale tedanje avstrijske oblasti.
Ob obisku papeža Janeza Pavla II. je leta 1996 cerkev v dar dobila nov zvon, ki je zapolnil dolgoletno praznino na preslici.

## Obisk papeža Janeza Pavla II. v Sloveniji
V bližini, na drugi strani avtoceste A1, se je namreč 18. maja 1996, na območju nekdanjega italijanskega letališča (sedaj Letališče Postojna), zbralo 70 tisoč ljudi, zlasti mladine, da počastijo 76. rojstni dan papeža Janeza Pavla II., med njegovim prvim uradnim obiskom v Sloveniji. 

### Spominski križ in obelisk
Na ta papežev obisk sedaj spominja visoko belo obarvano kovinsko ogrodje križa ob cerkvi, semkaj je bilo prenešeno iz lokacije improvizirane kapelice na letališču. Križ je zasnoval domači arhitekt dr. Leon Debevec. Leto po obisku papeža Janeza Pavla II. je bil ob križu je postavljen tudi obelisk, v spomin narodno zavednim slovenskim primorskim duhovnikom.

## Slavinski misal (1481)
Po daljših prizadevanjih je konec avgusta 2018 Narodna in univerzitetna knjižnica (NUK) s podporo Ministrstva za kulturo v ZDA odkupila pomemben iluminirani rokopisni kodeks iz leta 1481, ki je znan pod imenom Slavinski misal. Rokopis je bil za cerkev sv. Danijela v Zalogu izdelan v Nürnbergu v Nemčiji. Kopija prve strani dragocenega misala, ki poleg naročnika in cene vsebuje tudi slovenska osebna in ledinska imena kupcev, je na ogled v cerkvici.